# Поєніле (Долж)
Поєніле (рум. Poienile) — село у повіті Долж в Румунії. Входить до складу комуни Булзешть.
Село розташоване на відстані 180 км на захід від Бухареста, 34 км на північ від Крайови.

## Населення
За даними перепису населення 2002 року у селі проживали 28 осіб, усі — румуни. Усі жителі села рідною мовою назвали румунську.